# Ipothalia pyrrha
Ipothalia pyrrha är en skalbaggsart som beskrevs av Francis Polkinghorne Pascoe 1867. Ipothalia pyrrha ingår i släktet Ipothalia och familjen långhorningar.
Artens utbredningsområde är Burma. Inga underarter finns listade i Catalogue of Life.